# Рокбридж (округ, Вірджинія)
Шаблон:StateAbbr_ 37°49′ пн. ш. 79°27′ зх. д. / 37.81° пн. ш. 79.45° зх. д.
Округ  Рокбридж (англ. Rockbridge County) — округ (графство) у штаті  Вірджинія, США. Ідентифікатор округу 51163.

## Історія
Округ утворений 1778 року.

## Демографія
За даними перепису 2000 року загальне населення округу становило 20808 осіб, зокрема міського населення було 739, а сільського — 20069. Серед мешканців округу чоловіків було 10427, а жінок — 10381. В окрузі було 8486 домогосподарств, 6072 родин, які мешкали в 9550 будинках. Середній розмір родини становив 2,84.
Віковий розподіл населення поданий у таблиці:
| Стать    | До 15 років | 15-21 | 22-29 | 30-39 | 40-49 | 50-65 | 65-85 | Понад 85 |
| -------- | ----------- | ----- | ----- | ----- | ----- | ----- | ----- | -------- |
| Чоловіки | 1950        | 1020  | 942   | 1390  | 1640  | 1970  | 1433  | 82       |
| Жінки    | 1791        | 858   | 868   | 1430  | 1639  | 2051  | 1536  | 208      |

## Суміжні округи
- Огаста — північний схід
- Нелсон — схід
- Амгерст — південний схід
- Бедфорд — південь
- Ботаторт — південний захід
- Аллегені — захід
- Бат — північний захід

## Виноски
1. ↑  U.S. Decennial Census. United States Census Bureau. Архів оригіналу за 26 квітня 2015. Процитовано 5 січня 2014.
2. ↑  Historical Census Browser. University of Virginia Library. Архів оригіналу за 11 серпня 2012. Процитовано 5 січня 2014.
3. ↑  Population of Counties by Decennial Census: 1900 to 1990. United States Census Bureau. Архів оригіналу за 15 грудня 2013. Процитовано 5 січня 2014.
4. ↑  Census 2000 PHC-T-4. Ranking Tables for Counties: 1990 and 2000 (PDF). United States Census Bureau. Архів (PDF) оригіналу за 18 грудня 2014. Процитовано 5 січня 2014.
5. ↑  State & County QuickFacts. United States Census Bureau. Архів оригіналу за 7 червня 2011. Процитовано 5 січня 2014.(англ.) Наведено за англійською вікіпедією.
6. ↑  American FactFinder. Бюро перепису населення США. Архів оригіналу за 26 лютого 2012. Процитовано 31 січня 2008.

| США | Це незавершена стаття з географії США. Ви можете допомогти проєкту, виправивши або дописавши її. |